# ガイウス・アンティスティウス・ウェトゥス (紀元前30年の補充執政官)
ガイウス・アンティスティウス・ウェトゥス（ラテン語: Gaius Antistius Vetus、生没年不明）は紀元前1世紀後期・1世紀前期の共和政ローマ・帝政ローマの政治家・軍人。紀元前30年に補充執政官（コンスル・スフェクトゥス）を務めた。

## 出自
ウェトゥスはほとんど無名のプレブス（平民）であるアンティスティウス氏族の出身である。父は紀元前69年-紀元前68年にプロプラエトル（前法務官）権限でヒスパニア・ウルテリオル総督を務めた同名のガイウス・アンティスティウス・ウェトゥスである。このとき父ガイウスの下でクァエストル（財務官）を務めていたのがカエサルであった。

## 経歴
ウェトゥスに関する最初の記録は紀元前61年のものである。ウェトゥスの父の下で財務官を務めたカエサルが、プラエトル（法務官）としてヒスパニア・ウルテリオル総督となったとき、カエサルは感謝の印としてウェトゥスを財務官に任命している。紀元前56年、ウェトゥスは護民官に就任した。
紀元前45年、すでにポンペイウスは死去していたが、カエサルと元老院派の内戦はまだ続いていた。この年、カエサルは、おそらくプロプラエトル（法務官代理）権限で、ウェトゥスをシリア属州総督に任命している。ウェトゥスはクィントゥス・カエキリウス・バッススと戦わなければならなかった。ウェトゥスはアパメアでバッススを包囲したが、パルティアが援軍を送ってきたために退却を余儀なくされた。しかしながら、彼の兵士たちはウェトゥスを「インペラトール」（勝利将軍）と称えた。
紀元前44年、ローマに戻る途中でウェトゥスはバルカン半島でカエサルを暗殺したマルクス・ユニウス・ブルトゥスに会った。そこでウェトゥスは持ち運んでいた属州からの収入をブルトゥスに渡し、近い将来にローマでプラエトル（法務官）選挙が実施されないようなら、ブルトゥス側に加わると約束した。翌紀元前43年、ウェトゥスはこの約束を守り、ブルトゥスの軍のレガトゥス（副司令官）となった。しかし、暗殺者側はフィリッピの戦いで第二回三頭政治側に敗北する。その後ウェトゥスは三頭政治側に加わった。
アッピアノスによれば、紀元前30年代にウェトゥスという将軍がローマ軍を指揮してアルプスの部族であるサラッシ族と戦っていた。この指揮官は不意に彼らを襲い、策略を駆使して峠を占領し、2年間にわたって彼らを包囲した。サラッシ族は塩が不足して降伏せざるを得なくなり、ローマの守備隊を受けた。おそらくこのウェトゥスは紀元前35年から紀元前33年までガリア・ナルボネンシス属州総督を務めた、本記事のウェトゥスであろう。
紀元前30年、ウェトゥスは離職した正規執政官マルクス・リキニウス・クラッススの後を受けて補充執政官に就任した。ウェトゥスも任期を満了せず、マルクス・トゥッリウス・キケロ・ミノルに引き継いだ。
紀元前26年、ウェトゥスはヒスパニア・キテリオル属州の総督に任命された。アウグストゥスの治世に軍隊を有して属州の支配権を与えられた、数少ない執政官階級の一人となったのである。その1年後、ウェトゥスはプブリウス・カリシウスと共に、ヒスパニア北部のアストゥレス族との戦争を完全な勝利で終わらせた。
キケロの死去（紀元前43年12月7日）後、プテオリ近くの彼の別荘は、アンティスティウス・ウェトゥスという人物の手に渡っている。これも本記事のウェトゥスのことと思われる。

## 
ウェトゥスには同名の息子があり、西暦6年に執政官を務めた。

## 参考資料

### 古代の資料
- アッピアノス『ローマ史』
- ウェッレイウス・パテルクルス『ローマ世界の歴史』
- カッシウス・ディオ『ローマ史』
- ガイウス・プリニウス・セクンドゥス『博物誌』
- プルタルコス『対比列伝』
- マルクス・トゥッリウス・キケロ『ブルトゥス宛書簡集』
- マルクス・トゥッリウス・キケロ『弟クィントウス宛書簡集』
- マルクス・トゥッリウス・キケロ『アッティクス宛書簡集』

### 研究書
- Broughton R. Magistrates of the Roman Republic. - New York, 1952. - Vol. II. - P. 558.
- Klebs E. Antistius 46 // Paulys Realencyclopädie der classischen Altertumswissenschaft. - Stuttg.  : JB Metzler, 1893. - Bd. I, 1. - Kol. 2558.
- Klebs E. Antistius 47 // Paulys Realencyclopädie der classischen Altertumswissenschaft. - Stuttg.  : JB Metzler, 1893. - Bd. I, 1. - Kol. 2558.
- Klebs E. Antistius 48 // Paulys Realencyclopädie der classischen Altertumswissenschaft. - Stuttg.  : JB Metzler, 1893. - Bd. I, 1. - Kol. 2558-2559.
- Syme R. The Roman Revolution. - Oxford: Clarendon Press, 1939. - P. 568.